# 한내항 (거제시)
한내항은 경상남도 거제시 연초면 한내리에 있는 어항이다. 1972년 2월 23일 지방어항으로 지정하여 관리하고 있다. 시설관리자는 거제시장이다.

## 어항 시설
- 방파제 100m, 물양장 60m

## 주요 어종
- 도다리, 멸치, 미역, 톳